# Andrij Roesol
Andrij Anatolijovytsj Roesol (Oekraïens: Андрій Анатолійович Русол) (Kirovohrad, 16 januari 1983) is een Oekraïense voormalig voetballer. Hij speelde van 1998 tot en met 2011 voor achtereenvolgens FC Zirka Kirovohrad, Kryvbas Kryvy Rih en Dnipro Dnipropetrovsk. Rusol was van 2004 tot en met 2011 international van het Oekraïens voetbalelftal, waarvoor hij 49 wedstrijden speelde en drie keer scoorde. Hij maakte deel uit van het nationale team tijdens het Wereldkampioenschap voetbal 2006.
Hij maakt sinds februari 2012 deel uit van het bestuur van Dnipro Dnipropetrovsk.